# 1998 في باراغواي
فيما يلي قوائم الأحداث التي وقعت خلال عام 1998 في باراغواي.

## رياضة
- 1 يناير – الدوري الباراغواياني لكرة القدم 1998 الفائز أوليمبيا أسونسيون.
- 1 يناير – باراغواي في كأس العالم 1998

## مواليد

### يناير
- 22 يناير – خورخي موريل لاعب كرة قدم بارغواياني.[1]
- 26 يناير – داريو كاسيريس[2]

### فبراير
- 3 فبراير – بلاس ريفيروس لاعب كرة قدم باراغواياني.[3]
- 13 فبراير – سباستيان فيريرا لاعب كرة قدم بارغواياني.

### مارس
- 5 مارس – سيرخيو دياز لاعب كرة قدم باراغواياني.[4]

### أبريل
- 16 أبريل – رينيه كابريرا لاعب كرة قدم باراغواياني.

### مايو
- 29 مايو – رودي فيريرا لاعب كرة قدم باراغواياني.[5]

### سبتمبر
- 17 سبتمبر – خوليو فيلالبا لاعب كرة قدم باراغواياني.

## وفيات

### ديسمبر
- 18 ديسمبر – أغوستين باربوزا (مواليد 1913) موسيقي باراغواياني.